# Andreas Andreadīs
Andreas Andreadīs (in greco Ανδρέας Ανδρεάδης?; Soufli, 14 gennaio 1982) è un pallavolista greco, centrale dell'OFĪ Creta.

## Carriera

### Club
La carriera di Andreas Andreadīs inizia nel 1995, giocando nella formazione del Tycherou. A quindici anni, nella stagione 1997-98, esordisce in A1 Ethnikī con l'Ethnikos Alexandroupolīs, retrocedendo al termine del campionato: resta legato al club per altre sei annate, durante le quali conquista la promozione in A1 Ethnikī, che torna a disputare dal campionato 2002-03.
Nella stagione 2004-05 si accasa col Panathīnaïkos, dove milita per cinque annate e conquista lo scudetto 2005-06, due edizione della Coppa di Grecia e la Supercoppa greca 2006. Approda quindi nel campionato 2009-10 all'Olympiakos, dove resta per un triennio e conquista ancora due scudetti, la Coppa di Grecia 2010-11 e la Supercoppa greca 2010.
Dopo aver giocato con l'Īraklīs Salonicco nella stagione 2012-13, in quella seguente fa ritorno all'Ethnikos Alexandroupolīs, approdando quindi all'AEK Atene nel campionato 2014-15 e poi all'Arīs Salonicco, che lascia a metà del campionato successivo per giocare col Foinikas Syro.
Nella stagione 2016-17 firma col PAOK, vincendo ancora uno scudetto, prima di tornare all'Olympiakos nella stagione successiva; nel triennio in biancorosso conquista due titoli nazionali e due Coppe di Lega.
Per l'annata 2020-21 si accorda con il Milōn, formazione neopromossa in Volley League, ma l'esperienza si chiude dopo pochi mesi: nel febbraio 2021 infatti fa ritorno al club con sede a Il Pireo con cui chiude la stagione vincendo il settimo scudetto. Dopo un'ulteriore annata all'Olympiakos, chiusa senza trofei, nella stagione 2022-23 viene nuovamente ingaggiato dalla società di Nea Smyrnī.
Per il campionato 2023-24 si accasa in serie cadetta con il Floisvos Palaio Falīro: rientra in massima divisione già nel campionato seguente, quando indossa la casacca del neopromosso OFĪ Creta.

### Nazionale
Nel 1999 esordisce nella nazionale greca, con cui disputa 141 incontri.

## Palmarès
- Campionato greco: 7

2005-06, 2009-10, 2010-11, 2016-17, 2017-18, 2018-19, 2020-21
- Coppa di Grecia: 3

2006-07, 2007-08, 2010-11
- Coppa di Lega: 2

2017-18, 2018-19
- Supercoppa greca: 2

2006, 2010